# Neith (femme de Pépi II)
Pour les articles homonymes, voir Neith (homonymie).
Neith est la fille de Pépi Ier, l'épouse de Pépi II et la probable mère de Mérenrê II, trois rois de la VIe dynastie. 

## Généalogie
Elle porte les titres suivants : 
- en tant que fille royale : « Fille du Roi » (s3t-niswt), « Fille aînée du Roi de son corps » (s3t-niswt-smswt-n-kht.f), « Fille aînée du Roi de son corps Mennefer-Meryrê » (s3t-niswt-smswt-n-kht.f-mn-nfr-mry-r’) et « Princesse héréditaire » (iryt-p`t) ;
- en tant qu'épouse royale : « Épouse du Roi » (hmt-nisw), « Épouse du Roi sa bien-aimée Men-Ânkh-Néferkarê » (hmt-nisw meryt.f-mn-‘nkh-nfr-k3-r’), « Grande des louanges » (wrt-hzwt), « Grande du sceptre Hétès » (wrt-hetes), « Celle qui voit Horus et Seth » (m33t-hrw-stsh), « Intendante d'Horus » (kht-hrw), « Reine consort et aimée des deux Maîtresses » (sm3yt-mry-nbty), « Compagne d'Horus » (tist-hrw) et « Compagne d'Horus » (smrt-hrw) ;
- en tant que mère royale : « Mère du Roi » (mwt-niswt).

Ces titres font d'elle la fille du roi Pépi Ier, l'épouse de son neveu le roi Pépi II et la mère d'un roi, probablement Mérenrê II. Certains font d'elle la fille de la reine Ânkhésenpépi Ire mais sans justification.
Certains auteurs pensent que Neith a régné à la suite de son fils mort prématurément et de ce fait l'associent à la reine Nitocris mentionnée par Manéthon de Sebennytos dans son histoire de l'Égypte, les Ægyptiaca, qu'il écrivit pour le compte de Ptolémée Ier. De nombreuses légendes contribuent à faire de ce personnage une figure haute en couleur et légendaire dont le public grec était friand.
Quoi qu'il en soit, Neith était une reine importante dont les titres de « Fille du Roi », d'« Épouse du Roi » et de « Mère du Roi », associés à un petit complexe pyramidal complet, démontrent l'influence et l'importance qu'elle exerça sur son temps.

## Sépulture

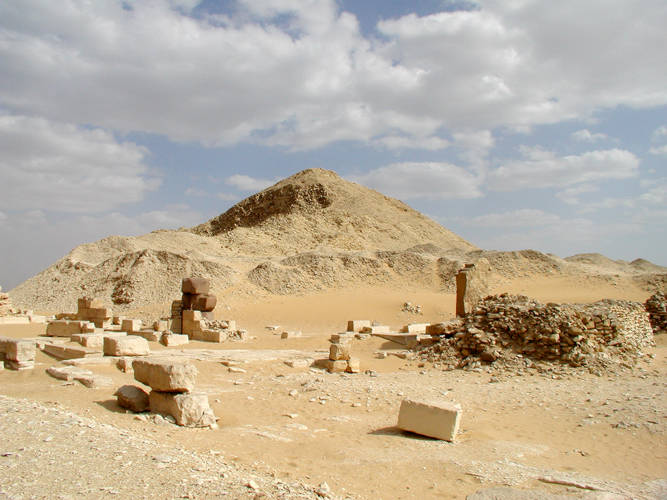
Pyramide où se trouvent les tombeaux de Pépi II et de Neith.

Sa pyramide a été retrouvée parmi la nécropole de son époux Pépi II. 
Outre des vestiges du viatique funéraire qui l'accompagnait dans son voyage dans l'au-delà, le caveau de la reine était décoré sur sa paroi ouest d'un motif de façade de palais et, pour les autres parois, de textes des pyramides. 
Neith serait donc la seconde grande épouse royale à recevoir le privilège d'accéder à l'immortalité au moyen de ces textes sacrés autrefois réservés au seul souverain et maître de l'Égypte.